# Sebastián Bednarik
Sebastián Bednarik (Montevideo, 7 de noviembre de 1975) es un productor y director de cine, profesor, artista, autor, guionista y documentalista uruguayo.

## Biografía
Hijo de Susana Soares y Enrique Bednarik, tiene tres hermanos Marcelo, Ximena y Santiago Bednarik. Curso sus estudios en el Colegio y Liceo Santa María de los Maristas y el bachillerato en Liceo N°3 Damaso Antonio Larrañaga. Se formó en la escuela de Teatro 1, como artista desde el 1991 al 1993.
Fundador y director ejecutivo junto con Andrés Varela de la productora Coral Cine.
En 2007 funda también Efecto Cine, una plataforma de cine itinerante en Uruguay.
Obtiene el Premio Florencio en 1999, revelación por su dirección de la obra ¿Qué pasó con B.N.?. Escribe junto a Coral Godoy el guion de La Espera, Premio FONA en 2000. También el Premio Iris en 2011, entre otros. Se desempeñó como profesor de la Escuela de Cine de Uruguay (ECU).
Es padre de tres hijos: Fausto, Violeta y Gabriela Bednarik.
En 2007 culmina su ópera prima, el documental La Matinée y comienza el rodaje de su segundo largometraje documental, Cachila, estrenado en salas en 2008.[cita requerida]
En 2010 estrena su tercer largometraje documental, Mundialito. En 2012 comienza el desarrollo del documental Maracaná y en 2013 finaliza la producción de Todavía el amor, con dirección de Guzmán García. También en 2013 produce la serie para televisión emitida por Canal 10: Boliches, el corazón del barrio dirigida por Andrés Varela, la cual tuvo su segunda temporada en 2014 y estrenó su tercera temporada en abril de 2015. También gana el premio ICAU para producción del largometraje documental Mirando al Cielo, dirigido por Guzmán García y el premio MVD para desarrollo del documental Fattoruso dirigido por Santiago Bednarik.[cita requerida]
En marzo de 2014 estrena Maracaná ante 12.000 personas, la película más vista del año, premiada como mejor documental nacional por la Asociación de Críticos del Uruguay.[cita requerida]
En marzo de 2016 realiza la producción ejecutiva del Show Inauguración del Estadio Campeón del Siglo del Club Atlético Peñarol con dirección artística de Andrés Varela.[cita requerida]
En noviembre del 2017 realiza la producción ejecutiva del espectáculo El Delirio, homenaje a los 100 años del tango La Cumparsita en el Estadio Centenario.[cita requerida]
En 2018 estrena el documental Sangre de Campeones y realiza la producción ejecutiva del espectáculo Gutenberg, show multidisciplinario para el Antel Arena.[cita requerida]
Desde 2021, Bednarik es director ejecutivo de Festival Internacional de Cine ARCA del museo MACA (Museo de Arte Contemporáneo Atchugarry).

## Filmografía
Sebastián Bednarik dirigió o trabajó en las siguientes películas.
- 2002, La espera guionista.
- 2006, La matinée. documental, como director
- 2008, Cachila. documental, como director
- 2010, Mundialito.  documental, como director
- 2013, Todavía el amor. Documental.
- 2013, Boliches. Serie documental para televisión
- 2014, Maracaná[8]
- 2016, Fattoruso, como director
- 2017, Mirando al Cielo. Documental.
- 2017, El Delirio, 100 años de la Cumparsita.
- 2018, Sangre de Campeones. documental, como director
- 2019, Nacional, la película. documental, como director
- 2020, Ficción. Documental.
- 2020, Pablo Atchugarry, los hijos de la montaña. Documental.
- 2023, Partido, dirección y producción.[9]

## Premios
- 1999, Premio Florencio.
- 2003, Mejor guion, Festival Latinoamericano de Trieste por La Espera.
- 2003, Mejor película, Festival Latinoamericano de Montreal por La Espera.
- 2003, Mejor película iberoamericana, Festival de cine de Miami por La Espera.
- 2007, Fipresci Uruguay: Premio Revelación por La Matinée.
- 2007, Fipresci Uruguay: Mejor documental por La Matinée.
- 2008, Festival de Berlín: Seleccionado con Cachila para participar del "Latin American Works in progress".
- 2010, Festival de Río: Selección oficial con Mundialito.
- 2010, Fipresci Uruguay: Mejor documental Uruguayo con Mundialito.
- 2011, Festival Internacional del Nuevo Cine Latinoamericano, Cuba: Selección oficial con Mundialito.
- 2011, Festival Internacional de Guía de Isora, Tenerife: Selección oficial con Mundialito
- 2011, Festival Internacional de Cine Documental de la Ciudad de México, DOCS DF: Selección oficial con Mundialito
- 2011, Premio Iris a Mejor documental por Mundialito.
- 2011, Premio Iris de Uruguay: Mejor director por Mundialito.
- 2012, Festival Internacional de CineDocumental de Ámsterdam IDFA: Selección oficial con Todavía el Amor
- 2013, Festival de Cine de Punta del Este: Mejor película por el jurado joven con Todavía el Amor
- 2013, Festival Internacional del Nuevo Cine Latinoamericano de La Habana: Selección oficial con Todavía el Amor
- 2013, Festival Internacional de Cine Documental Docs Barcelona: Selección Oficial - sección nuevos talentos con Todavía el Amor
- 2013, Festival Internacional de Cine Documental Hot Docs Toronto: Selección Oficial con Todavía el Amor.
- 2013, Festival Internacional de Cine de Guadalajara México: Selección Oficial - sección Documental Iberoamericano con Todavía el Amor
- 2014, Festival de Milán FICTS: Mejor Documental con Maracaná
- 2014, Premios Iris: Mejor Documental de TV con Boliches, el corazón del barrio
- 2014, ACCU: Mejor Documental Uruguayo con Maracaná
- 2016, Premio Iris: Mejor Espectáculo del Año con Inauguración del Estadio Peñarol
- 2017, Premio Iris: Mejor Espectáculo del Año con El Delírio
- 2017, Festival Internacional de Cine de Mar del Plata: Selección Oficial con Fattoruso
- 2017, Festival de Gramado: Mejor Película - Jurado popular con Mirando al Cielo
- 2018, Premio Graffiti: Mejor Largometraje Documental con El Delírio
- 2018, Premio Graffiti: Mejor Largometraje Documental Musical con Fattoruso
- 2018, Festival Internacional de Cine de Guadalajara: Selección Oficial Fattoruso